# Aleksandr Bariatinski
Aleksandr Iwanowicz Bariatinski (ros. Александр Иванович Барятинский; ur. 2 maja?/14 maja 1815 w Iwanowskim w guberni kurskiej, zm. 9 marca 1879 w Genewie) – rosyjski wojskowy, od 1859 r. marszałek polny. Dowódca wojsk rosyjskich na Kaukazie w końcowej fazie wojny kaukaskiej, namiestnik Kaukazu w latach 1856–1862.

## Życiorys

### Pochodzenie i młodość
Wywodził się ze znakomitego rodu Bariatinskich, daleko spokrewnionego z Rurykowiczami, był najstarszy z siedmiorga rodzeństwa. Jego ojciec Iwan Iwanowicz Bariatinski, wojskowy i dyplomata, posiadał znaczny majątek ziemski w guberni kurskiej. Iwan Bariatinski nie chciał, aby syn wybrał karierę wojskową, zamierzał wykształcić go na agronoma lub finansistę. Kilkuletnim Aleksandrem zajmowali się wynajęci nauczyciele angielscy. Jednak w 1825 r., gdy chłopiec miał 10 lat, Iwan Bariatinski zmarł. Jego matka z braku funduszy na dalsze kształcenie syna w domowych warunkach oddała go na pensję do Moskwy. Następnie w wieku 16 lat, wbrew woli rodziny, Aleksandr Bariatinski wstąpił do szkoły podchorążych gwardii, gdzie uczył się m.in. wraz z Michaiłem Lermontowem. W 1833 r. skończył szkołę ze stopniem korneta.

### Kariera wojskowa
Jako słuchacz szkoły wojskowej, a następnie młody oficer, Aleksandr Bariatinski prowadził lekkomyślny i rozrywkowy tryb życia, wikłał się w liczne romanse. Z powodu wywoływanych skandali został w 1835 r. wcielony do Kabardyńskiego pułku jegrów i wysłany na Kaukaz do walk z miejscowymi góralami; podczas jednego ze starć raniła go w bok kula. Po powrocie do Petersburga został nagrodzony Złotą Szablą „Za Odwagę”. W 1836 r., gdy odzyskał zdrowie, mianowano go adiutantem następcy tronu, carewicza Aleksandra. Odbył z nim trzyletnią podróż po Europie Zachodniej, podczas której starał się uzupełnić własne wykształcenie, gromadząc bogatą bibliotekę.
Od 1845 r. w stopniu pułkownika ponownie uczestniczył w wojnie kaukaskiej. Podczas ekspedycji dargińskiej przeciwko powstańcom imama Szamila dowodził 3 batalionem pułku Kabardyńskiego. Za udział w bitwie o auł Andi, w której został ponownie ranny, otrzymał order św. Jerzego IV klasy. Po leczeniu w Petersburgu wrócił na Kaukaz, od 1847 r. jako dowódca pułku Kabardyńskiego. 23 czerwca 1848 r. jednostka ta odznaczyła się w bitwie o auł Gergebil, za co jego dowódca otrzymał awans na stopień generała majora z równoczesnym włączeniem do świty cara. Dwa lata później popadł jednak w carską niełaskę, gdy odmówił ożenku z Mariją Stołypiną, wskazaną mu na narzeczoną przez Mikołaja I.
W 1850 r. mianowany dowódcą Kaukaskiej brygady grenadierów, rok później – dowódcą lewej flanki Kaukaskiej Linii Umocnionej. W latach 1851–1853 poprowadził dwie ekspedycje przeciwko wojskom Szamila w Czeczenii. W 1853 Aleksandr Bariatinski objął funkcję szefa sztabu wojsk rosyjskich na Kaukazie i otrzymał awans na stopień generała adiutanta.
W momencie wybuchu wojny krymskiej korpus pod dowództwem Bariatinskiego został skierowany do walki z Turkami. Za zwycięstwo pod Kurekdere generał został odznaczony orderem św. Jerzego III stopnia. Jednak wskutek sporów z nowym głównodowodzącym wojskami rosyjskimi na Kaukazie, Nikołajem Murawjowem, Bariatinski został odsunięty od dowodzenia. Powierzono mu najpierw dowództwo wojsk stacjonujących w Mikołajowie, a następnie gwardyjskiego korpusu rezerwowego.

### Namiestnik Kaukazu

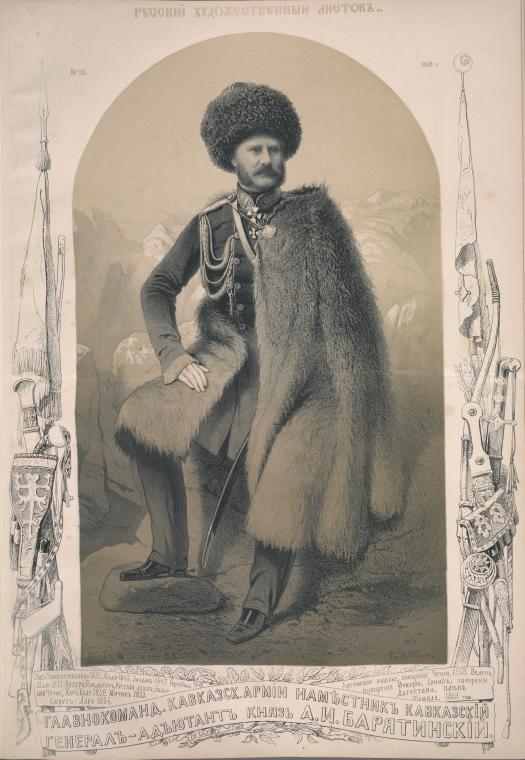
Aleksandr Bariatinski jako generał adiutant, dowódca wojsk rosyjskich na Kaukazie, rysunek Wasilija Timma

Po wstąpieniu na tron Aleksandra II, który wysoko go cenił, Aleksandr Bariatinski został dowódcą sił rosyjskich na Kaukazie i zarazem namiestnikiem Kaukazu. Otrzymał również awans na stopień generała piechoty. Wspólnie z szefem sztabu Korpusu Kaukaskiego Dmitrijem Milutinem i dowodzącym lewym skrzydłem Kaukaskiej Linii Umocnionej N. Jewdokimowem opracował plan ostatecznej pacyfikacji Kaukazu. W wyniku prowadzonych konsekwentnie działań bojowych, do jesieni 1858 r. Rosjanie faktycznie opanowali Wielką i Małą Czeczenię, a Szamil musiał wycofać się do Dagestanu. W 1859 r. na wojska Szamila uderzono z trzech kierunków równocześnie; w sierpniu tego roku pod aułem Gunib Szamil oddał się do niewoli wojskom dowodzonym osobiście przez Bariatinskiego. Za ostateczne utrwalenie władzy Rosjan na Kaukazie Północnym Bariatinski otrzymał stopień generała marszałka polnego.
Jako namiestnik Kaukazu sprzyjał misjom chrześcijańskim i rozwojowi rolnictwa. W 1862 r. został na własną prośbę zwolniony ze stanowiska i wyjechał na leczenie. Następnie był członkiem Rady Państwa. W czasie wojny austriacko-pruskiej w 1866 r. sugerował Rosji czynne wystąpienie po stronie Prus, by dokonać rozbioru Austro-Węgier, jednak jego projekt nie zyskał akceptacji tajnego komitetu specjalnego przy carze.
Aleksandr Bariatinski zmarł 25 lutego 1879 r. w Genewie i został pochowany w rodowym majątku Iwanowskoje w guberni kurskiej.
Był żonaty z gruzińską szlachcianką Jelizawietą zd. Orbeliani, primo voto Dawydową.

## Odznaczenia
Był odznaczony Orderem Świętego Andrzeja z mieczami (1859), Orderem Świętego Aleksandra Newskiego (1857), Orderem Orła Białego (1856), Orderem Świętego Jerzego II, III i IV klasy, Orderem Świętego Włodzimierza I i IV klasy, Orderem Świętej Anny I klasy, pruskim Orderem Świętego Jana Jerozolimskiego (1840), Orderem Orła Czerwonego III klasy (1838) i Orderem Orła Czarnego (1863), austriackim Orderem Leopolda (1839), węgierskim Orderem Świętego Stefana (1874), wirtemberskim Orderem Korony, perskim Orderem Lwa i Słońca I klasy (1852), holenderskim Orderem Wojskowym Wilhelma I klasy (1860), Krzyżem Wielkim francuskiego Orderu Legii Honorowej (1867), saskim Orderem Zasługi Cywilnej (1840), heskim Orderem Ludwika I klasy (1843), badeńskim Orderem Wierności (1861), luksemburskim Orderem Korony Dębowej II klasy (1844), sasko-weimarskim Orderem Sokoła Białego III klasy (1840).